# アレッサンドロ・パテルノストロ
アレッサンドロ・パテルノストロ（Alessandro Paternostro、1852年12月29日 - 1899年3月30日）は、明治時代にお雇い外国人として来日したイタリアの法学者である。

## 経歴・人物
エジプトのアレクサンドリアの生まれ。彼の名は、出生地に因んで革命家であった父パウロ・パテルノストロによって名付けられた。1859年に両親とともにイタリアのトスカナに帰る。ピサ大学に入学するも1年でローマ大学に転じ、1874年に卒業する。
その後、パレルモ大学で法学の教鞭を執った。1889年（明治22年）に当時イタリア公使であった徳川篤敬の要請により来日し、1892年（明治25年）に帰国するまで司法省法律顧問のお雇いとなった。法務官長官であった井上毅と共に条約改正関係の仕事に携わった。また、1891年（明治24年）に発生した大津事件の事件解決に携わるなど、日本における外交的措置を向上させた。
翌年イタリアに帰国し、居住地のローマで死去した。